# Альціон священний
Альціо́н священний (Todiramphus sanctus) — вид сиворакшоподібних птахів родини рибалочкових (Alcedinidae). Мешкає в Австралазії і Океанії.

## Опис

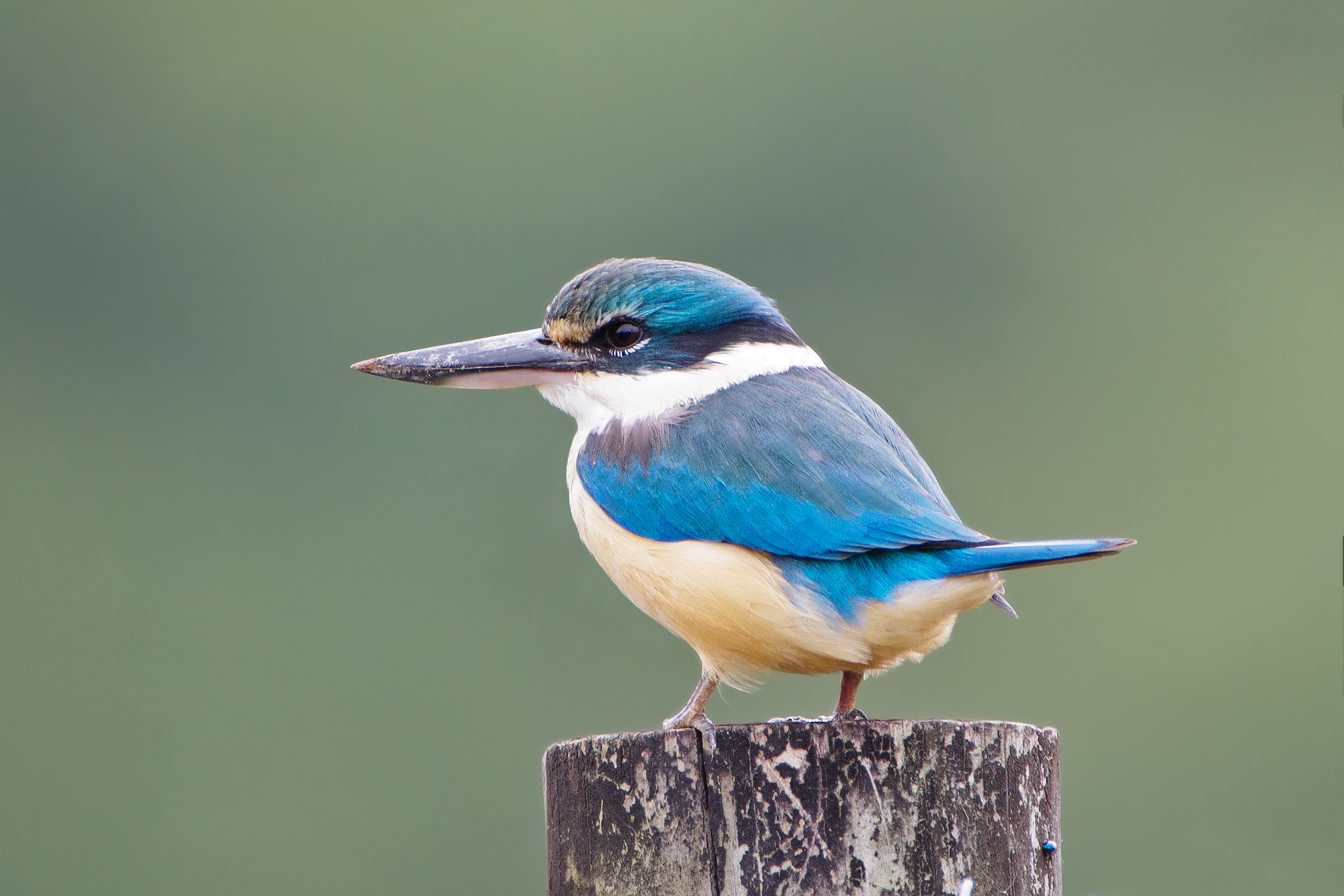
Священний альціон (Вонга, Квінсленд, Австралія)

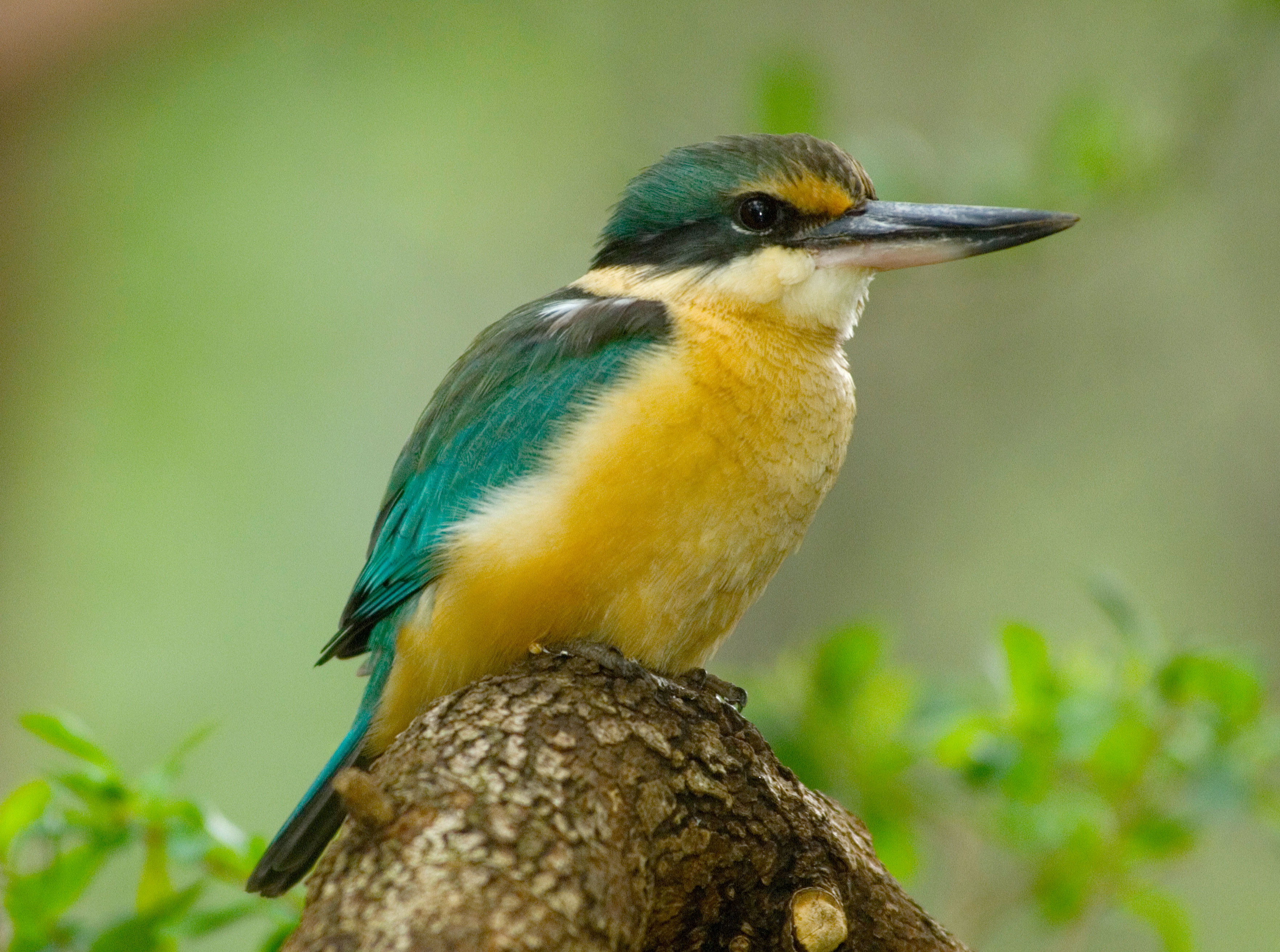
Священний альціон (Австралія)

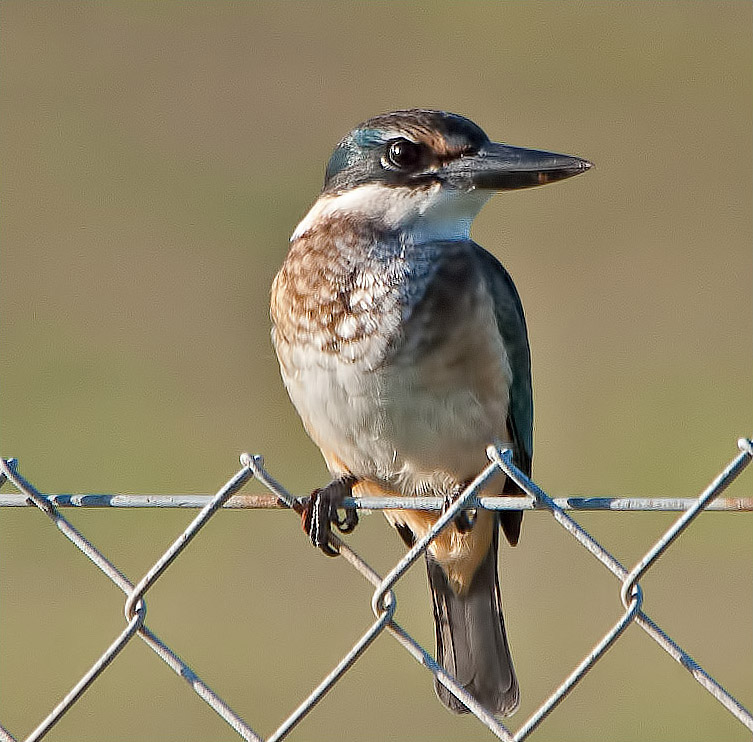
Молодий священний альціон

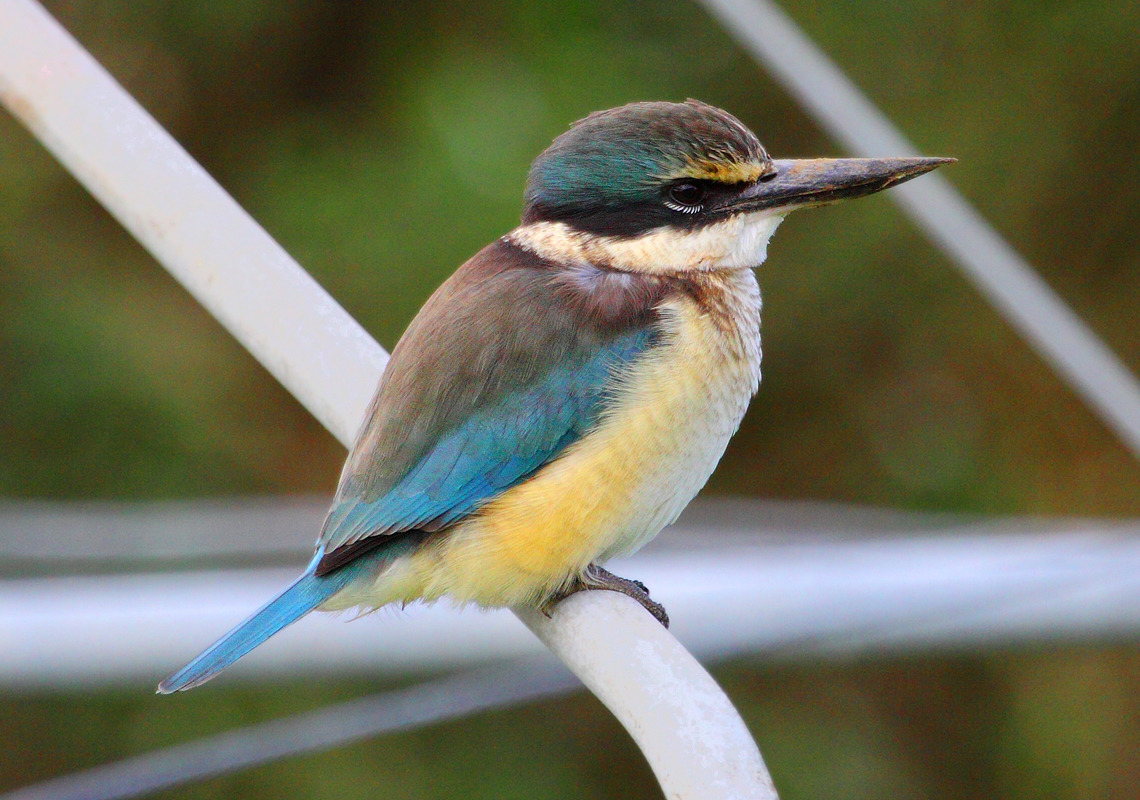
Священний альціон (Нова Зеландія)

Довжина птаха становить 19—24 см, вага 28—61 г. Верхня частина тіла синьо-зелена або бірюзова, шия і нижня частина тіла білі, боки охристі. На обличчі широка темна «маска», яка переходить у темну смугу на потилиці. Самиці мають дещо тьмяніше, більш зелене забарвлення, нижня частина тіла в них менш охриста. У молодих птахів краї пер на шиї, нижній частині тіла та крилах охристі або коричневі.

## Підвиди
Виділяють п'ять підвидів:
- T. s. sanctus (Vigors & Horsfield, 1827) — від Австралії до східних Соломонових островів;
- T. s. vagans (Lesson, R, 1828) — острови Лорд-Гав, Північний, Південний, Кермандек і Стюарт;
- T. s. norfolkiensis (Tristram, 1885)[8][9] — острів Норфолк;
- T. s. canacorum (Brasil, 1916) — острови Нова Каледонія і Іль-де-Пінс[en];
- T. s. macmillani (Mayr, 1940) — острови Луайоте.

Самоанський альціон раніше вважався підвидом священного альціона.

## Поширення і екологія
Священні альціони гніздяться на більшій частині Австралії (за винятком посушливих внутрішніх районів), у Новій Зеландії і Новій Каледонії, локально на Новій Гвінеї. Популяції, що мешкають на південних двох третинах Австралії взимку мігрують на північ, до Нової Гвінеї, Соломонових островів, Малих і Великих Зондських островів. На Суматрі священні альціони вважаються рідкісними. Бродячі птахи спостерігалися на острові Різдва, в Малайзії, на Маршаллових островах, у Федеративних Штатах Мікронезії і Науру. В квітні-травні 2016 року пару священних альціонів спостерігали у філіппінській провінції Пампанга. До Австралії священні альціони повертаються в серпні-вересні.
Священні альціони живуть у сухих і вологих тропічних лісах і рідколіссях, зокрема в евкаліптових лісах, на луках, болотах та інших водно-болотних угіддях, на берегах річок, озер і біллабонгів, у мангрових лісах, на морських узбережжях, на полях і плантаціях, у парках і садах. У Новій Зеландії вони демонструють висотну міграцію: під час негніздового періоду вони мігрують з гірських лісів до узбережжя та на відкриті рівнини.

## Поведінка
Священні альціони живляться різноманітними безхребетними, зокрема комахами й павуками, а також дрібними ракоподібними, іноді рибою, жабами, дрібними рептиліями, гризунами та навіть дрібними птахами. Вони чатують на здобич, сидячи на гілці, а коли поживу побачать, то пікірують до неї, після чого повертаються на сідало, вбивають здобич, ударяючи нею об гілку, а потім ковтають. Сезон розмноження триває з серпня по березень (переважно з вересня по січень), за сезон може вилупитися два виводки. Священні альціони гніздяться в норах, дуплах, або термітниках. В кладці від 3 до 6 блискучих білих яєць, розміром 25×22 мм. Інкубаційний період триває 17—18 днів. Насиджують і самиці і самці (переважно самиці). пташенята покидають гніздо через 4 тижні після вилуплення, однак батьки продовжують піклуватися про них ще 7—10 днів.

## У культурі
У культурі полінезійців священні альціони шанувалися через те, що вони часто мешкали поблизу марае та кладовищ, їх заборонялося вбивати. Також полінезійці вважали, що священні альціони здатні керувати хвилями.